# Brochis
Brochis – rodzaj słodkowodnych ryb sumokształtnych z rodziny kiryskowatych (Callichthyidae). W swoim badaniu nad podrodziną Corydoradinae z 2003 roku Marcelo R. Britto włączył go do rodzaju Corydoras, choć przez niektórych badaczy dalej uznawany był za odrębny takson, co ostatecznie potwierdziły wyniki badań morfologicznych i molekularnych opublikowane w 2024 roku. Ponadto, autorzy obecnej klasyfikacji poszerzyli rodzaj o nowe gatunki, pierwotnie przypisywane do Corydoras. 

## Opis

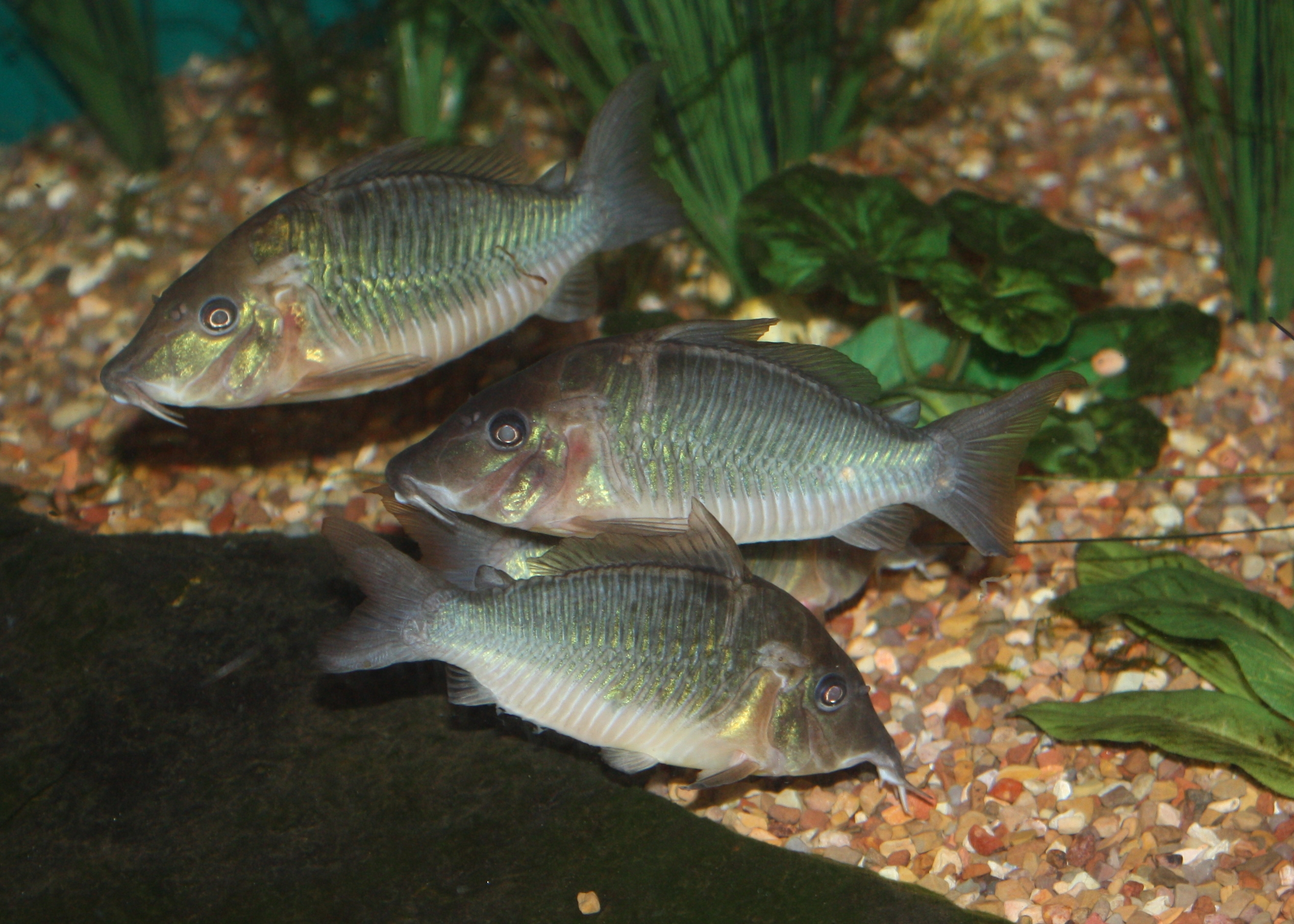
Kirysek świńskopyski (B. multiradiata)

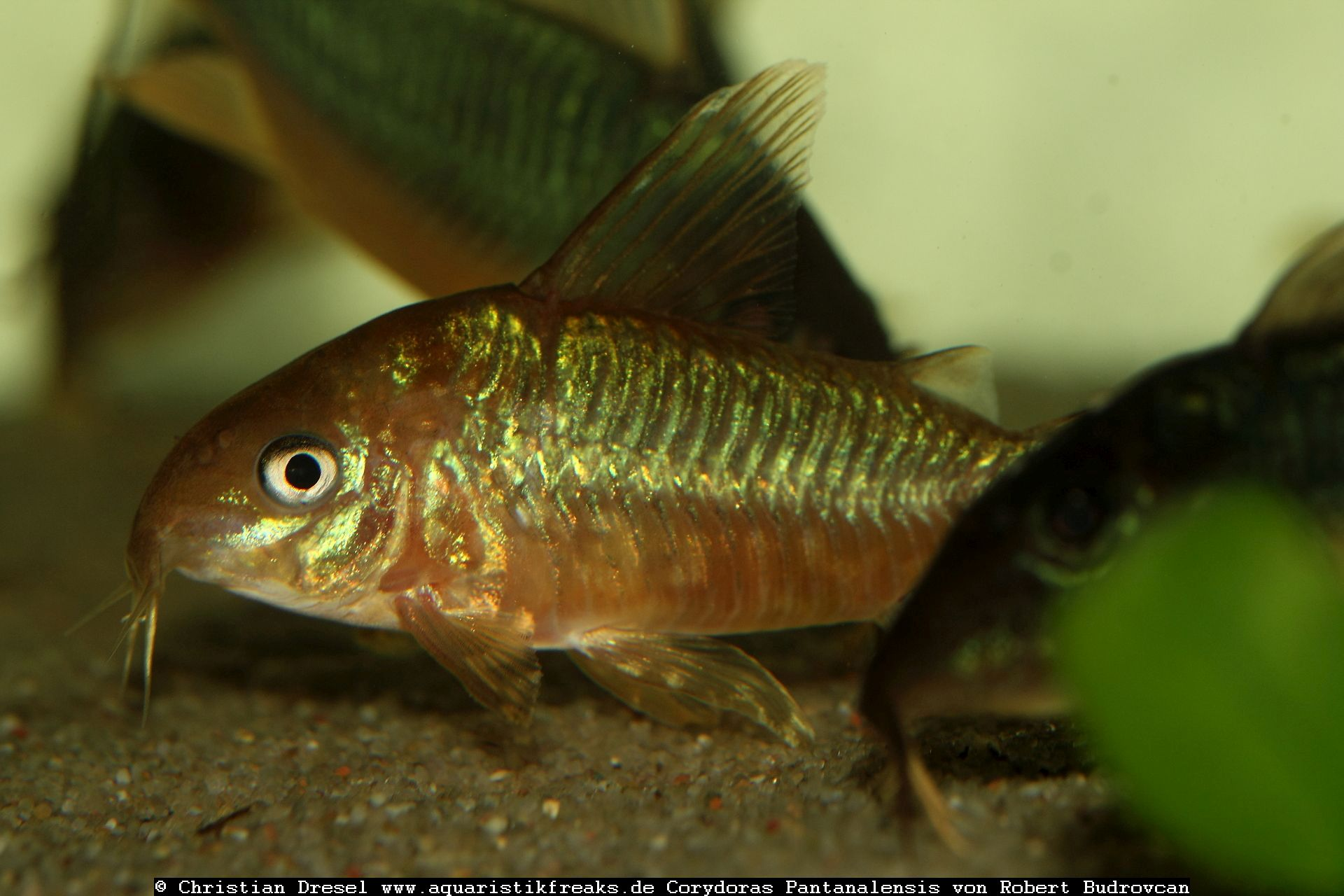
Brochis pantanalensis

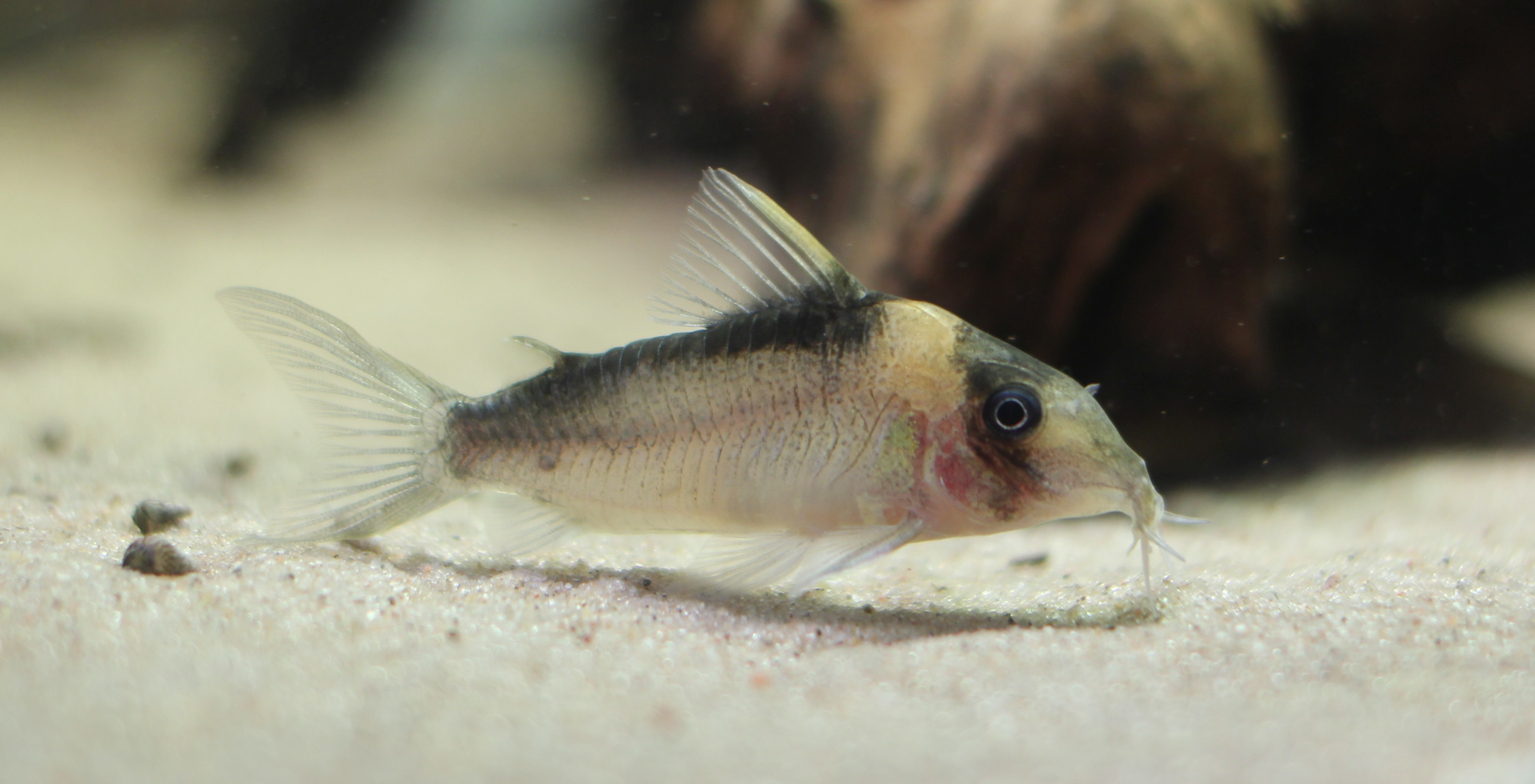
Kirysek zmienny (B. imitator)

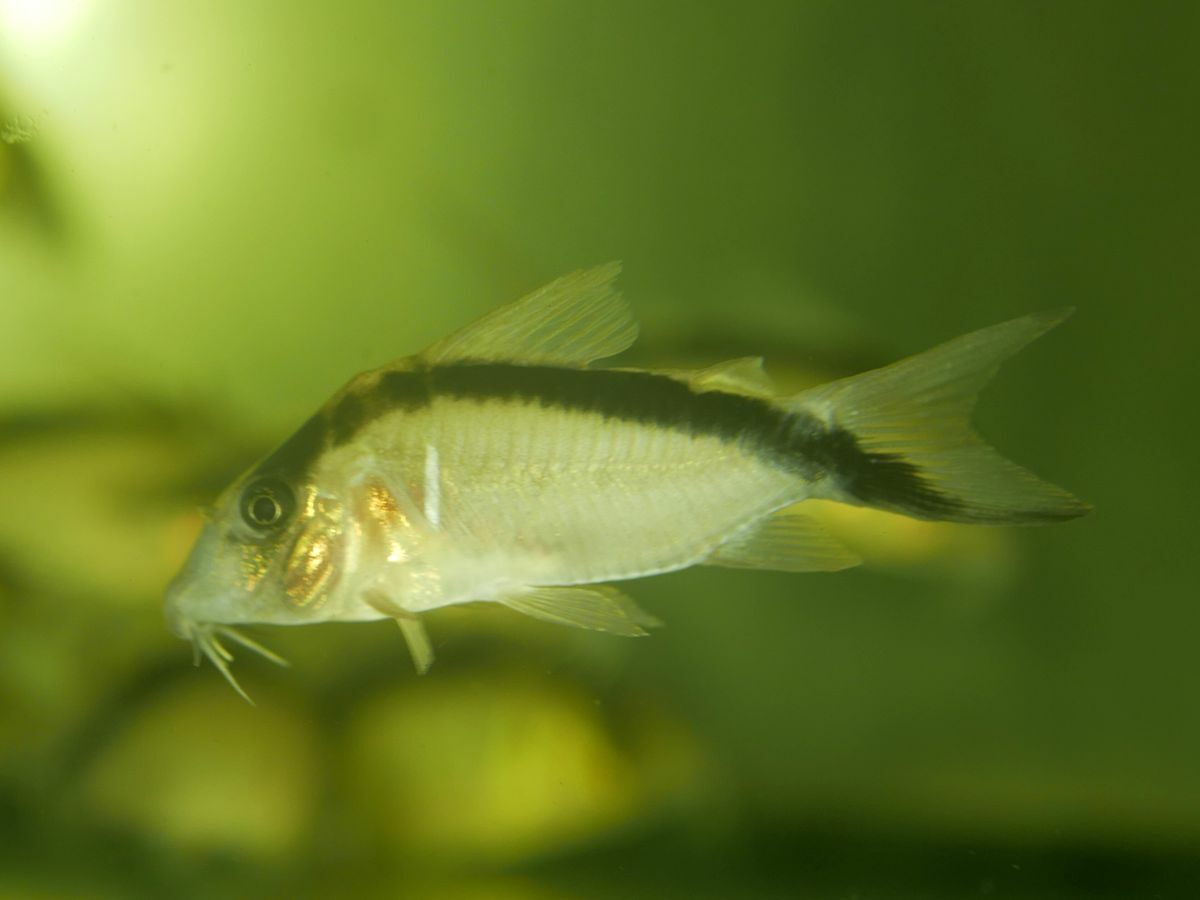
Brochis bethanae

Gatunki z rodzaju Brochis charakteryzuje obecność ząbkowania na krańcach płetw piersiowych oraz płetwy grzbietowej, które skierowane jest w dół (wyjątkiem B. difluviatilis). Ponadto, ich ciała są zazwyczaj krępe, płetwy grzbietowe dość wysokie, a pyszczki wydłużone i płaskie, zwłaszcza w przypadku podgrupy 1 i 4.

## Klasyfikacja
Zgodnie z rewizją Corydoradinae z 2024, część gatunków wcześniej należących do rodzaju Corydoras przeniesiono do Brochis. Rodzaj podzielono na 4 podgrupy zrzeszające gatunki ze względu na bliskość pokrewieństwa.
Do rodzaju zalicza się następujące gatunki:
- Podgrupa 1
  - Brochis britskii Nijssen & Isbrücker, 1983 – kirysek olbrzymi[8]
  - Brochis multiradiata Orcés V., 1960 – kirysek ryjkonosy[9]
  - Brochis splendens Castelnau, 1855 – kirysek szmaragdowy[10]
- Podgrupa 2
  - Brochis costai Ottoni, Barbosa & Katz, 2016
  - Brochis difluviatilis Britto & Castro, 2002
  - Brochis garbei Ihering, 1911
- Podgrupa 3
  - Brochis geryi Nijssen & Isbrücker, 1983 – kirysek boliwijski[9]
  - Brochis pantanalensis Knaack, 2001
  - Brochis reticulata Fraser-Brunner, 1938 – kirysek siatkowany[9]
  - Brochis sodalis Nijssen & Isbrücker, 1986
- Podgrupa 4
  - Brochis agassizii Steindachner, 1876 – kirysek Agassiza
  - Brochis amandajanea Sands, 1995 – kirysek siodłaty[9]
  - Brochis ambiacus Cope, 1872 – kirysek jaguarowy[9]
  - Brochis approuaguensis Nijssen & Isbrücker, 1983
  - Brochis arcuata Elwin, 1939 – kirysek strumieniowy
  - Brochis bethanae Bentley, Grant & Tencatt, 2021
  - Brochis bifasciata Nijssen, 1972
  - Brochis brittoi Tencatt & Ohara, 2016
  - Brochis condiscipulus Nijssen & Isbrücker, 1980 – kirysek plamooki[9]
  - Brochis crimmeni Grant, 1998
  - Brochis cryptica Sands, 1995
  - Brochis delphax Nijssen & Isbrücker, 1983
  - Brochis deweyeri Meinken, 1957
  - Brochis ephippifer Nijssen, 1972
  - Brochis gomezi Castro, 1986 – kirysek Gomeza[9]
  - Brochis haraldschultzi Knaack, 1962 – kirysek wspaniały
  - Brochis heteromorphus Nijssen, 1970
  - Brochis imitator Nijssen & Isbrücker, 1983 – kirysek zmienny[9]
  - Brochis incolicana Burgess, 1993 – kirysek plamistopasy[9]
  - Brochis isbrueckeri Knaack, 2004
  - Brochis lamberti Nijssen & Isbrücker, 1986
  - Brochis leopardus Myers, 1933
  - Brochis noelkempffi Knaack, 2004
  - Brochis ornata Nijssen & Isbrücker, 1976
  - Brochis orphnopterus Weitzman & Nijssen, 1970
  - Brochis pinheiroi Dinkelmeyer, 1995
  - Brochis pulchra Isbrücker & Nijssen, 1973 – kirysek białopłetwy[9]
  - Brochis robineae Burgess, 1983 – kirysek smugopłetwy[9]
  - Brochis robusta Nijssen & Isbrücker, 1980
  - Brochis seussi Dinkelmeyer, 1996
  - Brochis spectabilis Knaack, 1999
  - Brochis sychri Weitzman, 1960 – kirysek Sychra[9]
  - Brochis virginiae Burgess, 1993 – kirysek pływacz